# Tanystylum distinctum
Tanystylum distinctum är en havsspindelart som beskrevs av Child och Hedgpeth, J.W. 1971. Tanystylum distinctum ingår i släktet Tanystylum och familjen Ammotheidae. Inga underarter finns listade i Catalogue of Life.